# Neuviller-lès-Badonviller
Neuviller-lès-Badonviller település Franciaországban, Meurthe-et-Moselle megyében. Lakosainak száma 92 fő (2022. január 1.). Neuviller-lès-Badonviller Ancerviller, Badonviller, Bréménil és Montreux községekkel határos.

## Népesség
A település népességének változása:
| Lakosok száma | 113  | 96   | 80   | 89   | 88   | 91   | 94   | 97   | 97   | 92   |
|               | 1968 | 1982 | 1990 | 2006 | 2013 | 2015 | 2017 | 2019 | 2020 | 2022 |